# Tomislav Duka (svećenik)
Fra Tomislav Pavao Duka (Igrane, pokraj Makarske, 2. siječnja 1932. – Zagreb, 2. studenoga 2007.) hrvatski franjevac, političar

## Redovničko službovanje
Bio je hrvatski franjevac iz Franjevačke provincije Presvetog Otkupitelja u Splitu, tijekom duge redovničke karijere, od 1958. do 2006., službovao je po župama Presvetog Otkupitelja, ali je najviše ostao upamćen po svojim službama u hrvatskim katoličkim misijama u SR Njemačkoj.
Osnovno je školovanje započeo u rodnim Igranima kod Makarske, ali ga prekida zbog izbijanja Drugoga svjetskoga rata. Nastavlja školovanje nakon rata, u franjevačkim samostanima u Sinju, Visovcu i Zagrebu (1946. – 1952.). Potom pohađa Filozofsko-teološki studij u Zagrebu (1954. – 1957.), Makarskoj (1957. – 1959.) i Ljubljani (1961. – 1962.) gdje je i diplomirao.
U novicijat stupa 1950. na Visovcu, a svečane je zavjete položio 4. listopada 1955. u Zagrebu. Dana 8. travnja 1958. u Splitu po rukama msgr. Frane Franića, zaređen je za svećenika.
U razdoblju službovanja (1958. – 2006.) obavljao je brojne službe u franjevačkoj Provinciji Presvetog Otkupitelja, tako je bio župnik u Plini (1958. – 1959.), Blizni i Bristivici (1959. – 1963.), Blizni (1963. – 1967.), te Promini (1967. – 1971.), potom je imenovan gvardijanom na Visovcu (1971. – 1973.), te gvardijanom i župnikom u Živogošću (1973. – 1979.).
Provincijalat ga upućuje 1979., u hrvatsku katoličku misiju u Zapadnu Njemačku, među hrvatsk) gastarbeitere, te je imenovan dušobrižnikom i voditeljem misije u Neussu (1979. – 1983.) gradu u njemačkoj saveznoj državi Sjevernoj Rajna - Vestfaliji. Zatim odlazi u grad Sindelfingen (1983. – 1988.), blizu Stuttgarta. Posljednju misiju imao je u Rosenheimu (1988. – 1990.), u Bavarskoj, nakon koje se vraća u Hrvatsku.
Prilikom suđenja Andriji Artukoviću, kojega je 1986. SAD izručio Jugoslaviji, u Hrvatskoj se, pod krinkom da je došao na liječenje u Varaždinske Toplice, pojavio kao posjetitelj i fra Tomislav Pavao Duka, za kojeg je republička Služba državne sigurnosti (SDS) imao otvorenu operativnu obradu. Tom prilikom pozvan je na ispitivanje te mu je bila oduzeta putovnica, da bi mu potom već sutradan bila vraćena, s obzirom na to da je bio suradnik SID-a Saveznoga ministarstva vanjskih poslova. Sljedećega dana napušta Jugoslaviju, te se nije vraćao sve do Prvoga općega sabora HDZ-a, u veljači 1990. godine.

## Demokratske promjene u Hrvatskoj
Političku djelatnost započeo je još u Njemačkoj 1989., uključivši se, na poticaj Zdenke Babić Petričević, u tamošnju podružnicu HDZ-a. Bio je izabran za potpredsjednika Središnjega odbora HDZ-a. Sudjelovao je u veljači 1990., na Prvom općem saboru HDZ-a, te se u svojom govorima zalagao za provođenje pronatalitetnih politika, naznačivši obnovu političkoga katolicizma u hrvatskoj politici.
Ususret demokratskim promjenama u Hrvatskoj, u svibnju 1990., nakon održanih prvih slobodnih višestranačkih izbora, na kojima se kandidirao na listi HDZ-a, kao jedini svećenik, imenovan je za dužnosnika u Ministarstvu rada i socijalne skrbi, u mandatu 1990. – 1994. Tijekom predizborne kampanje sudjelovao je 18. travnja 1990. na središnjem predizbornom skupu HDZ-a za općinu Drniš. Tom su se prilikom okupljenima obratili Smiljan Reljić, kao predsjednik drniškog ogranka HDZ-a i kandidat za Vijeće općina Sabora RH, zatim Joso Pavičić, kandidat za Društveno politiko vijeće Sabora RH, te Josip Lovrić, u ime iseljene Hrvatske, dok se fra Duka prisutnima obratio u ime središnjeg odbora HDZ-a. Ostaje zabilježeno kako je predvodio misnu svečanost i kasniji narodni zbor, 8. rujna 1990., u Blizni (pokraj Trogira), u crkvi Sv. Ante, u kojoj je nekad vodio župu i sudjelovao u izgradnji crkve. Svečanosti su prisustvovali i Fedor Sentinella, potpredsjednik Saveza općina rogir, Ante Klarić, koordinator delegacije Sabora RH u Skupštini SFRJ i Bernardo Jurlina, potpredsjednik Vlade RH.
Dana 17. svibnja 1990. predvodio je svetu misu na Loibaškom polju pokraj Bleiburga. Tom su prigodom obilježavanju bleiburške tragedije prisustvovali prvi puta mnogobrojni gosti i iz Jugoslavije, poput Ante Kovačevića, Marka Veselice, Ivana Gabelice i dr., te opetovano oni iz iseljeništva, pojedini i članovi iseljeničkih organizacija. 

Tom je prilikom Duka naglasio:
"Skupili smo se ovdje ne da predstavljamo pojedine hrvatske političke stranke, niti pojedine hrvatske političke ustanove, već da činimo jednu svetu hrvatsku obitelj! Ovo mjesto je mjesto ujedinjenja, jer su ovi hrvatski mučenici pali za ono što smo mi željeli i što smo voljeli, a danas to u Hrvatskoj i ostvarujemo... Ovo mjesto zato mora postati sveopće, narodno, hrvatsko svetište... Krv mučenika palih za ideale nije izgubljena krv, već sjeme iz koga mora niknuti ideal za kojega su pali, a to je slobodna i nezavisna Hrvatska... Odbacimo sve razdiobe među nama, jer nikada naše žrtve neće biti uzaludne ako ih stavimo u srce Krista i Alaha... Zato nas ova naša komemoracija mora ispuniti svetim ponosom, jer mi komemoriramo smrt koja nije uzaludna, smrt koja rađa životom... Hrvati, neka vam se ostvari sve ono za što su naši očevi krivcu lili!"
Stekao je i čin časnika HV-a.

## Politička karijera u samostalnoj Hrvatskoj

### Politička karijera u HDZ-u
Odlukom Vlade RH, u vrijeme premijera Josipa Manolića,  24. listopada 1990. imenovan je pomoćnikom ministra rada i socijalne skrbi, te je na toj dužnosti ostao do 9. siječnja 1992., kada je odlukom predsjednika RH Franje Tuđmana bio imenovan zamjenikom ministra rada, socijalne skrbi i obitelji, da bi 1. veljače 1994., zbog angažmana u neuspjelom puču skupine okupljene oko Stjepana Mesića i Josipa Manolića bio razriješen dužnosti zamjenika ministra rada i socijalne skrbi.
Odlukom iste Vlade RH, pod premijerom Manolićem, 16. svibnja 1991., imenovan je za člana Upravnoga odbora Republičkog fonda Zrinski i Frankopani, da bi 8. lipnja 1992., bio odlukom Vlade RH razriješen dužnosti člana.
Godine 1992. izabran je na parlamentarnim izborima za zastupnika u Zastupničkom domu Sabora RH]], iz redova HDZ-a, te je Odlukom Zastupničkog doma Sabora RH od 25. rujna 1992., imenovan za člana Komisije za utvrđivanje ratnih i poratnih žrtava.
Bio je sudionikom humanitarnoga konvoja Bijeli put za Novu Bilu i Bosnu Srebrenu u susjednoj BiH, te je odlukom predsjednika Tuđmana od 28. prosinca 1993. za sudioništvo dobio pohvalu.
Nakon Drugoga općega sabora HDZ-a, održana 15. listopada 1993. u Zagrebu, priklonio se skupiniokupljenoj oko Stjepana Mesića i Josipa Manolića, u njihovom neuspjelom puču koji je stvorio raskol u HDZ-u početkom 1994. godine.

#### Državna razrješenja i otklon Crkve
Zbog sudioništva u neuspjelome državnomu udaru skupine okupljene oko Stjepana Mesića i Josipa Manolića, odlukom predsjednika Tuđmana od 1. veljače 1994. razriješen je dužnosti zamjenika ministra rada i socijalne skrbi. Franjevačka provincija Presvetog Otkupitelja u Splitu,  1. siječnja 1994. donijela je odluku kojom mu se oduzima aktivno i pasivno pravo glasa u Provinciji te su se između ostalog ogradili od svake njegove političke djelatnosti.
Budući da je aktivno bavljenje politikom bilo nespojivo i u suprotnosti s propisima Kanonskoga prava, osobito s kanonima 285. § 3. i 287. § 2., zatražio je godinu dana boravka izvan redovničke zajednice. Temeljem svojih ovlasti provincijal mu je to i dozvolio. Nakon isteka te godine obratio se generalnomu ministru fra Hermannu Schalücku tražeći dekret o eksklaustraciji, tj. dozvolu za trogodišnji boravak izvan zajednice. Generalni ministar je postupio kao i provincijal u prethodnom slučaju te mu je, sukladno njegovim ovlastima i propisu kanona 686. § l., udijelio indultum exclaustrationis per tres annos.

Još na samom početku Dukine političke karijere, svoj stav o tome iznio je kardinal Franjo Kuharić, u jednom medijskome istupu iz prosinca 1990., komentirajući društvenu zbilju u Hrvatskoj i Jugoslaviji, gdje je naveo:
 
"Svećenici kao građani i kao vjernici sudjelovali su na demokratskim izborima i birali su po svojoj savjesti. Što se tiče strogo političke aktivnosti, njima su poznati kanonski propisi. Svećenik je svećenik za svakoga, pa se ne zatvara u stranačke okvire. Ako u pojedinom slučaju svećenik preuzme državnu službu, to je stvar prosudbe njegova poglavara i njegove savjesti."

### Dioničarstvo
Bio je povezan u prikupljanje novaca u hrvatskome iseljeništvu radi osnivanja Tvornicu oružja i vojne opreme (TOVO) u Hrvatskoj. Iznos od 138 000 DEM prikupljenih od donacija u iseljeništvu dao je za nabavu američkih vojnih odora, pod uvjetom da se prodaju HV-u po nabavnoj cijeni, bez zarade, a dobiveni novac opet da za potrebe HV-a. Posao je djelomično uspješno obavljen, odore su kupljene i došle su do vojnika, ali novac nikada nije vraćen niti proslijeđen HV-u. Ostvarena je i nabavka dvadesetak manjih strojeva, no na njima nije proizvedena znatnija količina municije. TOVO je izdavao stručni časopis Magnum: prva hrvatska revija za oružje i streljivo, sa specijaliziranim vojnim temama i sl., koji je izlazio u razdoblju djelovanja društva TOVO, od 1992. do 1993., ali prestankom društva, prestaje izlaziti i spomenuti časopis.

### Politička karijera kroz HND
Dana 1. svibnja 1994. prešao u stranku Hrvatskih nezavisnih demokrata, gdje je izabran za potpredsjednika stranke. Usprkos tome što je prešao grupi Mesić - Manolić, te postao saborski zastupnik iz redova HND-a, Josip Manolić u svojim memoarima navodi kako nije imao povjerenja u njega.
Godine 1995. obilježavala se pedeseta obljetnica završetka Drugoga svjetskoga rata, te je tom prilikom fra Duka, odlukom saborskoga Odbora za izbor, imenovanja i administrativne poslove, od 22. ožujka 1995., bio imenovan za člana Odbora za obilježavanje 50. obljetnice Bleiburških žrtava i žrtava Križnoga puta, kao član Komisije za utvrđivanje ratnih i poratnih žrtava.

## Mirovina i smrt
Još je 31. listopada 1997., dopisom, zamolio svoga redovničkoga poglavara, provincijala Franjevačke provincije Presvetog Otkupitelja fra Juru Brkana, da ga i prije isteka njegove trogodišnje eksklaustracije, primi natrag u Provinciju. Provincijal je potvrdno odgovorio na njegovu molbu i odredio ga za člana samostanske obitelji u Živogošću. U tom je samostanu obnašao službe samostanskoga vikara (2003. – 2006.) te ispovjednika. Bavio se skupljanjem umjetnina i bila mu je želja otvoriti muzej.
U mandatu predsjednika RH Stjepana Mesića imenovan je za člana Komisije za pomilovanja RH, odlukom predsjednika donesenom 5. svibnja 2000., da bi bio razriješen dužnosti odlukom donesenom 30. studenoga 2001.
Ostatak života proživio u franjevačkom samostanu sv. Križa u Živogošću, pokraj svoga rodnoga mjesta Igrana.
Predsjednik Stjepan Mesić odlikovao ga je 5. lipnja 2002., Redom Ante Starčevića radi doprinosa održanju i razvitku hrvatske državotvorne ideje, uspostavom i izgradnjom suverene hrvatske države.
Dobitnik je Nagrade za životno djelo grada Metkovića 2006. godine.
S obzirom na dugogodišnji rad u katoličkom misijama u Zapadnoj Njemačkoj, bio je aktivan u iseljeničkim udrugama u inozemstvu.
Preminuo je u Zagrebu, 2. studenog 2007. godine, nakon duge i teške bolesti. Svetu misu zadušnicu u samostanskoj crkvi sv. Križa u Živogošću u ponedjeljak, 5. studenog 2007., predvodio je msgr. Marin Barišić, nadbiskup splitsko-makarski i metropolit splitski, a fra Željko Tolić, provincijal Franjevačke provincije Presvetog Otkupitelja, izrekao je oproštajni govor. Nakon sv. mise, njegovo je tijelo položeno u samostansku grobnicu pokraj spomenutoga samostana.